# Амиргалиев, Нариман Амиргалиевич
Нариман Амиргалиевич Амиргалиев (каз. Нариман Әмирғалиұлы Әмирғалиев; род. 13 октября 1937, им. Иманова (с. Талдыарал) Денгизского (ныне Курмангазинского) района Гурьевской (Атырауской) области, КазССР) — советский и казахстанский учёный в области гидрохимии и водно-экологических проблем, доктор географических наук, кандидат химических наук, профессор, главный научный сотрудник Института географии Республики Казахстан, академик Казахстанской Национальной Академии естественных наук.

## Биография
Его отец,  Мукашев Амиргали, был участником Великой Отечественной войны. Участвовал в боях Донском, Воронежском и Брянском фронтах. Вернулся с фронта после окончания войны. После войны работал по специальности бухгалтером, многие годы руководил рыболовецким колхозом. Был награждён: Медаль за победу над Германией в Великую Отечественную войну (1945 г.), Юбилейная медаль «Двадцать лет Победы в Великой Отечественной войне 1941—1945 гг.», Медаль "За отвагу", Орден "Знак Почёта" (1971 г.) и др. Мать, Сатканова Канзия, во время Великой Отечественной войны воспитала и кормила помимо трёх своих, а также трёх детей родственников.
Окончив в 1954 г. среднюю школу, он поступил на естественно-географический факультет Казахского педагогического института им. Абая. После окончания института (в 1959 г.) был направлен в Институт ихтиологии и рыбного хозяйства АН КазССР, образованного в том году в г. Гурьеве (г. Атырау).
В 1960-1962 гг. прошёл очную аспирантуру при АН КазССР, в 1964 г. был назначен заведующим лабораторией Гидрологии и гидрохимии. Эта лаборатория, переименованная впоследствии в лабораторию Гидрохимии и экологической токсикологии, до 2012 г. возглавлялась им. В 1987-1988 гг. он работал учёным секретарём, а в 1990-1993 гг. – заместителем генерального директора КазНПОРХ по научной работе, совмещая одновременно должность заведующего лабораторией. До марта 2012 г. он непрерывно работал в этом научном учреждении и прошёл путь от старшего лаборанта до заместителя генерального директора по научной работе, созданного на базе института Казахского научно-производственного объединения рыбного хозяйства (КазНПОРХ). Находясь у истоков рыбохозяйственной науки Республики, он вложил огромный труд делу становления коллектива, развитию рыбохозяйственной науки, в т.ч. по таким важным эколого-токсикологическим направлениям. В 2006 году на озере Балхаш в честь Н. Амиргалиева была названо научно-исследовательское судно «Профессор Н. Әмірғалиев». В 2012 г. по приглашению перешёл на работу в Институт географии МОН РК на должность главного научного сотрудника лаборатории гидрохимии и экологической токсикологии.

## Научные, литературные труды
Он опубликовал около 270 научных трудов, в том числе 12 монографий, 2 методических руководства, которые получили широкую известность и признание среди научной общественности. Научные его труды, в т.ч. монографические работы, посвящены проблемам экологии и водной токсикологии практически всех водных бассейнов Казахстана, включая трансграничные реки и крупные водные объекты.
Монография «Гидрохимия канала Иртыш–Караганда», изданная в 1981 г. в г. Ленинграде (объём 15,07 п.л.), является первым весомым научным обобщением по гидрохимии каналов в СНГ. В ней разработан концептуальный подход к комплексной оценке качества воды и закономерностей его трансформации в канале под воздействием природных и антропогенных факторов.
Книга «Утоление жажды» (Алматы, 1987 г., 9,0 п.л.) – весомый научный труд, посвящённый проблеме воды, которая весьма остро стоит для засушливого Казахстана. Она экспонировалась на Международной книжной выставке-ярмарке в 1987 г. в числе лучших изданий республики.
Книга «Искусственные водные объекты Северного и Центрального Казахстана: (гидрохимия и качество воды)» (Алматы, 1998 г., 12 п.л.) посвящена оценке качества водных ресурсов канала Иртыш–Караганда, рек Есил, Тобыл и сооружённых на них водохранилищ. В ней разработана многокомпонентная модель процессов формирования и трансформации качества речной воды при её транспортировке по каналу и аккумулировании в водохранилищах.
В монографии «Арало-Сырдарьинский бассейн: гидрохимия, проблемы водной токсикологии» (Алматы, 2007 г., 16 п.л.) представлена в научном плане регистрация глубоких, не имеющих аналога в мире, изменений в гидрохимии и токсикологическом состоянии водоёмов Арало-Сырдарьинского бассейна, происходивших в период глобального экологического кризиса Приаралья. Сделан анализ и попытка выявить антропогенной и генетической природы наблюдаемых явлений на основе использования классических и современных приёмов интерпретации. Учитывая повышенную заинтересованность в настоящее время к этой книге со стороны научной общественности и ВУЗов РК, книготорговая компания ТОО «KazBookTrade» планирует её переиздание с определённым тиражом.
Вышедшая в 2016 г. из печати его монография «Полихлорированные бифенилы в водной экосистеме Иле-Балкашского бассейна», объёмом 12 п.л., представляет собой результаты оригинальных исследований по практически не изученным, особенно в РК, проблемам Стойких органических загрязнителей, которые Международным сообществом признаны весьма опасными для человека и природы токсикантами. Как известны, по данной проблеме принято глобальное международное соглашение – Стокгольмская конвенция о СОЗ, которая ратифицирована РК в 2007г.
В остальные семи монографические работы, с общим объёмом около 250 п.л., написанные в соавторстве с учёными ряда научных направлений, вошли результаты его многолетних исследований гидрохимии и токсикологического загрязнения водных экосистем водоёмов Балкаш-Алакольского, Жайык-Каспийского, Арало-Сырдарьинского и Ертисского бассейнов.
В 2011 г. за серию монографии по исследованиям в области аграрных наук он удостоен премии имени А.И. Бараева МСХ РК. В Казахстане им сформирована научная школа в области региональной гидрохимии и водной токсикологии и по этим направлениям науки подготовлен целый ряд высококвалифицированных специалистов, в т.ч. 4 кандидата наук.

## Семья
- Супруга: Утегенова Зауреш Кожахметовна (род. 1937 г.);
- Сын: Амиргалиев Марат Нариманович (род. 1962 г.);
- Сын: Амиргалиев Азат Нариманович (род. 1966 г.).

## Награды и звания
Награждён несколькими государственными наградами Республики Казахстан и СССР.
- Юбилейная медаль за доблестный труд (1970 г.);
- Медаль ветеран труда СССР (1986 г.);
- Почётная грамота Президента Республики Казахстана за заслуги перед государством (2007 г.);
- Юбилейная медаль 20 лет Независимости Республики Казахстан (2011 г.);
- Медаль за заслуги в развитии науки Республики Казахстан (2012 г.);
- Юбилейная медаль к 70-летию Победы в Великой Отечественной войне (2015 г.);
- Юбилейная медаль 25 лет Независимости Республики Казахстан (2016 г.);
- Нагрудный знак "Ы. Алтынсарин" (2017 г.);
- Орден Курмет (2018 г.).